# Rio Cocoş (Agigea)
O Rio Cocoş é um rio da Romênia, afluente do Danube-Black Sea Canal, localizado no distrito de Constanţa.